# Blues from Laurel Canyon
Blues from Laurel Canyon je album britského bluesového kytarisky a zpěváka Johna Mayalla. Je to jeho první album po rozpadu skupiny Bluesbreakers a poslední jeho album vydané u značky Decca před přesunem k nahrávací společnosti Polydor.

## Seznam skladeb

### Původní LP deska
Všechny skladby napsal(i) John Mayall. 
| strana 1 | strana 1                       | strana 1 |
| Pořadí   | Název                          | Délka    |
| -------- | ------------------------------ | -------- |
| 1.       | Vacation                       | 2:47     |
| 2.       | Walking on Sunset              | 2:50     |
| 3.       | Laurel Canyon Home             | 4:33     |
| 4.       | 2401                           | 3:42     |
| 5.       | Ready to Ride                  | 3:32     |
| 6.       | Medicine Man                   | 2:43     |
| 7.       | Somebody's Acting Like a Child | 3:27     |

| strana 2       | strana 2           | strana 2 |
| Pořadí         | Název              | Délka    |
| -------------- | ------------------ | -------- |
| 8.             | The Bear           | 4:40     |
| 9.             | Miss James         | 2:30     |
| 10.            | First Time Alone   | 4:49     |
| 11.            | Long Gone Midnight | 3:27     |
| 12.            | Fly Tomorrow       | 8:59     |
| Celková délka: | Celková délka:     | 47:59    |

| Bonusové nahrávky na reedici CD 2007 | Bonusové nahrávky na reedici CD 2007           | Bonusové nahrávky na reedici CD 2007 |
| Pořadí                               | Název                                          | Délka                                |
| ------------------------------------ | ---------------------------------------------- | ------------------------------------ |
| 13.                                  | 2401 (verze ze singlu)                         | 3:56                                 |
| 14.                                  | Wish You Were Mine (živá nahrávka z roku 1968) | 8:59                                 |
| Celková délka:                       | Celková délka:                                 | 61:11                                |

## Obsazení
- John Mayall – kytara, harmonika, klávesové nástroje, zpěv
- Mick Taylor – kytara, havajská kytara
- Colin Allen – bicí, tabla
- Steve Thompson – basová kytara
- Peter Green – kytara v "First Time Alone"